# 若林牧春
若林 牧春（わかばやし ぼくしゅん、男性、1886年9月11日 - 1974年6月29日）は、明治・大正・昭和期の日本の歌人、詩人、教育者。本名は岡部 軍治（おかべ ぐんじ）。他の雅号に暁花、星骨がある。

## 略歴
1886年（明治19年）9月11日、東京府南多摩郡町田村本町田（現東京都町田市本町田）に生まれる。文学好きの兄の影響で幼少期より詩歌に親しみ、蒲原有明、岩野泡鳴選の詩壇や佐佐木信綱、窪田空穂選の歌壇に投稿した。1907年（明治40年）東京府青山師範学校卒業後、故郷に帰って町田尋常高等小学校（現・町田市立町田第一小学校）に奉職。1909年八王子尋常高等小学校（現・八王子市立第七小学校）に転じ、1917年より八王子市立第四小学校校長（同年9月より八王子尋常夜学校校長兼任）、1927年より八王子尋常高等小学校校長を務め、1941年に立川市視学となった。八王子市内の小学校にプールを完備させるなど教育に精励する傍ら、趣味として「萬朝報」や「文章世界」への投書を続け、1911年北原白秋が創刊した文芸誌「朱欒」に加わった。「朱欒」廃刊後は白秋の門下である河野慎吾、村野次郎らが発行した「秦皮」に属したが、1935年に白秋が多磨短歌会を興し、歌誌「多磨」を創刊すると、これに入会して八王子支部を結成した。「多磨」終刊後は宮柊二が創刊した「コスモス」を経て、中村正爾の「中央線」会友となり、歌作を発表した。1965年10月に生涯唯一の歌集『冬鶯集』を出版。1968年12月には高尾山に牧春の歌碑が建てられた。1974年（昭和49年）6月29日没、享年88。戒名は慈光院牧春秀月居士。墓所は神奈川県海老名市勝瀬の鳳勝寺。

## 人物

### 人物像
北原白秋の最古参の弟子であり、「朱欒」などで活躍した後期浪漫派の歌人である。多磨短歌会の結成に際しては「君も来い」と白秋から声がかかり、直ちに入会。以後、歌誌「多磨」の主要歌人の一人として多磨歌風に随順した。後年は多摩歌話会、むらさき短歌会の指導に当たり、多摩地域の歌壇の発展に貢献した。
牧春の白秋に対する敬慕の念は非常に深く、1962年に同じ白秋門下の中村正爾、薮田義雄らの助言と協力を得て高尾山に白秋の歌碑を建立したほか、1971年6月には自宅庭に白秋の歌集『渓流唱』の一首の歌碑を建立した。また、白秋の長男である北原隆太郎が結婚した際には歌誌「中央線」に祝婚歌を出詠した。
牧春は自宅で数十羽の小鳥を飼育する愛鳥家であり、鳥を題材とした歌を多く詠んだ。

### 歌集出版までの経緯
『冬鶯集』は白秋からの慫慂を受けて出版されたものであるが、長男の戦死や妻の急死、八王子空襲などの影響により、企画立案から出版までには20年の歳月を要した。空襲で住宅と蔵書一切を焼失した牧春は知人宅を転々とする生活を送り、第二次世界大戦終戦直後には立川基地に人夫として駆り出されるという屈辱を味わった。このような経緯から、『冬鶯集』は戦争を題材とした作品が多数収録された歌集となっている。当時について牧春は、「冬鴬集後記」の中で、「戦傷に血を吹く心を作歌によってのみ慰め得た時代である」と語っている。また、同歌集について多摩文化研究会創立者の鈴木龍二は、その著書『武州八王子史の道草』の中で、「これは短歌作品による私達の郷土、壊滅した八王子の戦災史である」と述べている。

### 短歌への思い
牧春は短歌への思いやこだわりを「冬鴬集後記」の中で次のように述べている。
「作歌者は作詞者であると同時に作曲者でもあることを信念として短歌の諧調を愛した」
「歌は音で詠ずるもので文字で書くものではない。眼からよりは耳からの鑑賞が大切だと思っている」

### 人物評
- 白秋は、歌誌「多磨」4巻6号（1937年6月）の「多磨全日本大会について」の中で、「今年度の多磨全日本大会は、八月中旬、武州高尾の山上で催されることになつた。（中略）多磨では昨秋吟行をしたこともあり、八王子の若林牧春君を通じて、多磨がよく理解されてゐるので、安らかに親しめるのである」と述べている[11]。
- 白秋の義理の娘（長男・隆太郎の妻）であり、白秋研究家である北原東代は、1971年4月に牧春と会った際の印象を「背筋をくっきりとお伸ばしになっているお姿には、長年、いかにも教育界の指導的立場にあられた方らしい。謹厳で敬虔な風格が漂っていた。私は、氏とはほとんど言葉をかわさなかったが、心の中で、このような方を「翁」とお呼びするのであろう、と秘かに思った」と回想している[8]。
- 日本文学研究者で歌人の阿部正路（1974年より國學院大學文学部教授）は、女人短歌会編「女人短歌」の100号「昭和49年」の中で、「明治生まれのすぐれた歌人たちのほとんどが逝ってしまった年であった」と述べ、阿部静枝や山下秀之助、窪川鶴次郎、結城哀草果、水町京子とともに若林牧春の名を挙げている[12]。
- 教育者としては「長く多摩地区の教育界に尽した人」[13]、「八王子教育に尽粋」[14]といった評価を受けている。

### その他
- 1910年に神奈川県津久井郡日連村（現・相模原市緑区日連）の旧家・岡部家の養子となった[15]ため、本名は岡部軍治であるが、創作活動においては旧姓である「若林」をペンネームとして使用した。「若林暁花」、「若林星骨」などの筆名を経て、1911年3月から「若林牧春」の名が定着した[16]。
- 1936年に制定された八王子市歌（北原白秋作詞、山田耕筰作曲）は、牧春が白秋に作詞を依頼して実現したものである[17]。
- 八王子市立第四小学校校長時代の教え子に、日本史学者の高橋磌一がいる[18]。高橋は1924年4月に同校に復学し、翌年3月に卒業した[18]。

### 家族
父は村会議員や学務委員を務めた村の有力者で、兄の文平（ぶんぺい）は「若林香骨」、「若林秋光」の筆名を持つ文学青年であった。文平は1920年、39歳のときに南多摩郡町田町の第12代町長となり、1924年まで務めた。牧春が青山師範学校へ入学したのは、村の教育は村の者に当たらせたいという父の要望と、自らは文学活動に専心したいという兄の希望に応えるためといわれる。

## 作品

### 歌集
- 冬鶯集（白玉書房、1965年）
  - 1907年から1963年までの作品（短歌3002首、長歌10首）を収める。作品は年代順に9章に分かれており、「一、孤の影、明治四〇 - 四五」、「二、黒きマント、大正一 - 一五」、「三、愛染唱、昭和一 - 一〇」、「四、惜春鳥、昭和一〇 - 一五」、「五、白檜の香、昭和一六 - 二〇」、「六、寂光、昭和二一 - 二五」、「七、濡朱、昭和二六 - 三〇」、「八、優曇華、昭和三一 - 三五」、「九、冬鶯、昭和三六 - 三八」となっている。なお、挿画は白秋が手掛けている。これについて牧春は、「冬鴬集後記」の中で、「挿畫に白秋先生が私を寫生して下されたものを加える事の出来たのは有り難い。これは私が四十五歳位の時のものであるが幸に戰災を逃れたのであった」と述べている[2]。

### 校歌
町田市内の小学校を中心に、多くの校歌を作詞した。
- 東京都立町田高等学校 校歌（1949年3月）
- 町田市立町田第一中学校 校歌（1953年3月）
- 町田市立町田第三小学校 校歌（1954年7月）
  - 「校歌がほしい」という児童らの要望に、同校の卒業生である牧春が応えたものである[20]。
- 町田市立町田第四小学校 校歌（1959年3月）
  - 父母からの依頼を受けて、作詞したものである[20]。当時、牧春は本町田に住んでいた[20]。
- 町田市立南第一小学校 校歌（1960年12月）
- 町田市立南第三小学校 校歌（1960年9月）
- 町田市立忠生第六小学校 校歌（1970年2月）
  - 「一番に明るい学校の環境を、二番に教育目標を、三番に未来への願いをこめて作りました」という牧春の言葉が残っている[20]。
- 町田市立緑ヶ丘小学校 校歌（1972年4月）

※忠生第六小学校、緑ヶ丘小学校は統廃合により閉校した。

### その他
- 機織り唄（1922年）
  - 岡部軍治名義[21]の作詞作品。八王子地方の機織り唄である。
- 昭和万葉集（講談社、1979年）
  - 牧春の歌が収録されている。収録歌は巻4に2首、巻5に2首、巻7に2首、巻8に1首の計7首である。
- 稲村徹元監修『近代作家追悼文集成 第18巻 上田万年・岡本かの子・泉鏡花・北原白秋・島崎藤村』（ゆまに書房、1987年） ISBN 4-89668-061-8
  - 白秋への想いを綴った追悼文「スバル時代の白秋先生」を収める。これは歌誌「多磨」第16巻第6号（1943年6月1日）より抄録したものである。

## 詩歌を発表した新聞・雑誌
詩歌を発表した新聞・雑誌（主なもの）を以下に示す。なお、「秦皮」は1923年に分裂し、牧春らの「とねりこ」と村野次郎らの「香蘭」に分かれている。
- 萬朝報
- 文章世界 - 1911年9月号に、長詩「靴屋の娘」が掲載された。この詩は白秋選の秀逸に選ばれた[16]。
- 中学世界
- 中央公論
- 明星
- 秀才文壇
- 現代詩文 - 第1号（1913年7月）に、長詩「太陽と胎児」が掲載された[23]。
- スバル
- 朱欒
- 蘭奢待
- 地上巡礼
- 烟草の花
- 曼陀羅
- 秦皮
- 多磨
- コスモス
- 中央線
- うろこ
- 果物（くだもの）
- 八王子短歌
- 短歌研究
- 創作
- 自然
- 燎原
- 五光

## 資料
2009年2月1日から4月12日まで、町田市民文学館ことばらんど2階展示室にて町田市民文学館市民研究員発表展「まちだ文学さんぽ」が開催され、同館が所蔵する牧春の原稿や歌稿が展示された。
以下はその主なものである。
- 『冬鶯集』の原稿
- 「詠草」 - 詩歌を書き留めた手帳。こうした作品集は64冊作られた。
- 「東京都立町田高等学校校歌」の原稿
- 「東京都立町田高等学校応援歌」の原稿

このほか、作詞した校歌の歌稿や楽譜が展示された。

## 歌碑
- 1940年、「府立第四高女全国大会優勝に贈る一首」の歌碑が同校（現東京都立南多摩高等学校）に建立された[3]。

勝ちにけりよくぞ泳ぎし成し遂げて精進の月日思ひ深からむ　
- 1968年12月15日、「若林牧春歌碑」が高尾山薬王院参道[7]に建立された[5]。碑面に刻まれた歌は歌誌「多磨」に発表されたもので、歌集『冬鶯集』の「四、惜春鳥、昭和一〇 - 一五」に収められている。

惜春鳥しきりに啼きて山ふかみかそけき路をい行きかねつも